# ساندرو شافيز ده أسيس روسا
ساندرو شافيز ده أسيس روسا (19 مايو 1973 في البرازيل – )؛ هو لاعب كرة قدم سابق كان يلعب كمدافع.

## وصلات خارجية
- ساندرو شافيز ده أسيس روسا على موقع رابطة كرة القدم اليابانية للمحترفين (اليابانية)
- ساندرو شافيز ده أسيس روسا على موقع قاعدة بيانات كرة القدم.إي يو (الإنجليزية)
- ساندرو شافيز ده أسيس روسا على موقع عالم كرة القدم.نت (الإنجليزية)